# Jorge Luis Marzo
Jorge Luis Marzo (Barcelona, 1964) és un historiador de l'art, doctor en Estudis Culturals, comissari, escriptor, realitzador audiovisual i professor de BAU Centre Universitari d'Arts i Disseny de Barcelona des de 2012.
Historiador amb fortes influències de la iconologia i les ciències de la imatge, la seva recerca té com a fil conductor general l'anàlisi de les imatges i de la producció artística en tant que sistemes lingüístics lligats a règims representacionals. El seu interès per la imatge entesa com un alfabet polític l'ha dut a ocupar-se de fenòmens com l'heretgia (Herejías, CAAM, 1995), l'il·lusionisme (Escape, Sala Amarica, Vitoria, 1998), la propaganda (Rendeix-te. Fulls volants i guerra psicològica al segle XX, CCCB, 1998; Spots electorals. L'espectacle de la democràcia, Virreina Centre de la Imatge, Barcelona, 2008; Videocràcia. Ficción y política, Soy Cámara, RTVE, 2012), la tecnologia (Singular Electrics, Fundació Miró, Barcelona, 1998; Videoscopia, Barcelona, 2001; Indivisuals, The Mendel Art Gallery, Saskatoon i Fundació Tàpies, Barcelona; Congressos Interface Politics I i II, BAU, 2016-2018; web-side, Mediateca de la Fundació "la Caixa", 2003), el colonialisme (El cor de les tenebres, Virreina Centre de la Imatge, 2002 i CAAM, Las Palmas, 2004; Planeta Kurtz, Mondadori, 2002; El d_efecte barroc. Polìtiques de la imatge hispana, CCCB, 2010 i CAC, Quito, 2011; La memoria administrada. El barroco y lo hispano, Katz, 2011), el món laboral (Low-Cost: Lliures o còmplices, FAD, Barcelona, 2009; No es lo más natural. Escritos y trabajos de Octavi Comeron, BAU i UB, 2014), els mitjans de comunicació (Hem près la ràdio, Arts Santa Mònica, Barcelona, 2006-2007; En el lado de la TV, Espai d'Art Contemporani de Castelló, 2002; Fotografía y activismo, Gustavo Gili, 2006), el turisme (Back to Paradise, Artspace, Peterborough, Canadà, 1998; Tour-ismes. La derrota de la dissensió, Fundació Tàpies, 2004), la iconoclàstia (No tocar, por favor, Artium, Vitòria, 2013; Fantasma'77. Iconoclàstia espanyola, Centre d'Art Tecla Sala, Roca Umbert Fàbrica de les Arts, Centre del Carme Cultura Contemporània, Casal Solleric, 2020; ¿Por qué me rompes?, Soy cámara, CCCB i RTVE, 2018), l'espectrologia (Espectres, Virreina Centre de la Imatge, 2016-2017), el fake (Imágenes del submundo, Caixa de Barcelona, 1986; I tu, què t'has cregut? Imatges que podrien ser, Museu Comarcal del Maresme, 1994; Fake. No és veritat, no és mentida, IVAM, València, 2016; La competencia de lo falso. Una historia del fake, Cátedra, 2018), la iconologia (Iconografia post-millennial, Morsa, 2019), la intel·ligència artificial (Las videntes. Imágenes en la era de la predicción, Arcàdia, 2021; Biennal 2064, Virreina Centre de la Imatge, Bòlit Centre d'Art Contemporani de Girona, Carme Centre de Cultura Contemporània de València, 2022-2023), o els règims científics de representació (La corba, vídeo Premi-beca Ciutat de Barcelona, 2022; Actuar en la emergencia. El diseño durante y después de la covid-19, Real Academia de España en Roma, 2021-2024).
Amb relació a la història de l'art a Catalunya i Espanya, cal destacar els seus estudis sobre l'art modern sota el franquisme (Art Modern i Franquisme. Els orígens conservadors de l'avantguarda i la política artística a Espanya, Premi Fundació Espais, Girona, 2007; ¿Puedo hablarle con libertad, excelencia? Arte y poder en España desde 1950, Cendeac, 2010), o els treballs sobre polítiques culturals a Catalunya (L’era de la degradació de l’art a Catalunya, El Tangram, 2012; MACBA: La dreta, l'esquerra i els rics, SUB, 2013; Katallani, SUB, 2014). És co-autor, amb Patricia Mayayo, del manual de referència Arte en España 1939-2015. Ideas, prácticas, políticas, Cátedra, 2015.
Va ser co-fundador de la revista De calor (1993-1996); crític d'art a revistes com Lápiz, Arena, o Àrtics, i col·laborador a diversos diaris; director de programació de la Sala Montcada de Fundació "la Caixa" a Barcelona (1992), i ha estat membre del Patronat de la Fundació Hangar (2015-2020). Com a acadèmic, participa en nombrosos projectes de recerca, publicacions disciplinars i és membre avaluador de diverses revistes i institucions.